# Paolo Vitelli
(Francesco Inghirami ,"Storia della Toscana: compilata ed in sette epoche distribuita", Volume 8, 1841-43, pagg. 546)
Paolo Vitelli (Città di Castello, 1461 – Firenze, 1º ottobre 1499) è stato un condottiero e cavaliere medievale italiano, Signore di Montone.

## Biografia

### Le origini e gli inizi
Nato dal matrimonio tra Niccolò Vitelli e Pantasilea Abocatelli nel 1461, è attivo già dal 1475, quando è a fianco al padre nel combattere i pontifici, che stavano tentando di conquistare Città di Castello. Nel 1483, con i fratelli Camillo e Giovanni, tende un agguato alle truppe pontificie, accampate nei pressi di Deruta. Passato sotto le insegne pontificie nel 1484, ha il compito di portare avanti le guerre contro i Colonna, comandato da Virginio Gentile Orsini (1445-1497). Nel 1485, sempre sotto il mandato dell'Orsini, è a Lanuvio, dove sono accampate le truppe colonnesi. Colti alla sprovvista gli avversari, il Vitelli riesce a mettere a segno una grande razzia: il totale sfiora infatti i 20000 ducati . Nel 1487 viene esiliato da Roma dal Papa, che addolcisce la pena inflittagli dal senatore della città, che ne aveva decretato addirittura la morte, per avere ammazzato Lorenzo Giustini (1430-1487). Paolo esce dalla città per recarsi a Perugia, per poi ritornare a Città di Castello . Nel 1490, con Paolo Orsini scorta a Perugia il commissario fiorentino Pier Filippo Pandolfini, e due anni più tardi ottiene la cancellazione di tutti i provvedimenti legali contro di lui adottati da parte di Papa Alessandro VI.

### Nelle file francesi e pisane
Dal 1494 è al servizio dei francesi, con i due fratelli Camillo e Vitellozzo, e parte per Genova, dove ha l'incarico di sostituire gli Adorno con Fregoso al comando della città. Nonostante la sconfitta dell'esercito francese (Rapallo, 1495) per opera dei liguri, Paolo riuscì a sconfiggere questi ultimi con un astuto stratagemma. Unitosi nuovamente al fratello Camillo, dopo che questi aveva combattuto nella Battaglia di Fornovo (ed era stato elogiato molto per le sue doti) i tre Vitelli passano, per 3000 ducati, nelle file della città di Pisa. Insieme si occupano della difesa di Vicopisano, paese importante per la sua posizione strategica tra Firenze e Pisa, reclamato dai fiorentini; respingono gli attacchi di Guidobaldo da Montefeltro, costretto dai Vitelli a ripiegare su Albareto . Riappacificatisi i rapporti tra Firenze e la Francia, Paolo e suo fratello Vitellozzo passano agli stipendi della città del giglio.

### La carriera Fiorentina

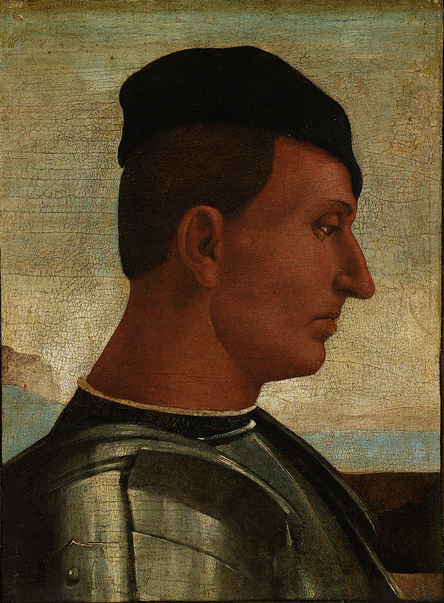
Luca Signorelli, Ritratto di Camillo Vitelli, fratello di Paolo, (1493-1496 circa).

I due iniziano subito con l'assedio di Pisa, che sembra andare per il meglio, con l'occupazione di Borgo San Marco, ma poi le sorti della battaglia passano nelle mani del castellano pisano Robert de Balzac (1440-1503), signore di Entragues e Rioumartin, che va contro gli interessi del suo re (in quanto francese) e spara contro i fiorentini dei due Vitelli, che perdono la battaglia, dove Paolo sarà anche ferito ad una gamba per un colpo di lancia. Ritornato a Città di Castello, viene richiamato dal commissario fiorentino Tommaso Tosinghi; così, parte dalla città tifernate nottetempo con 500 fanti, per raggiungere le altre truppe già presenti a Valiano, ed inizia l'assedio della città, la cui resistenza però non viene sconfitta, ed il Vitelli subisce una dura sconfitta (come riportato anche dal Machiavelli). Tornato per un breve periodo all'assedio di Pisa con Vitellozzo, nel 1496 Paolo è, con il fratello Camillo e Virginio Orsini, contro gli aragonesi. Insieme assediano Monteleone d'Orvieto, reo di aver negato vettovaglie alla compagnia, ed a febbraio dello stesso anno i tre riconsegnano alla Francia L'Aquila, Teramo e Giulianova. Ad aprile, con il fratello Camillo, aggredisce un numero cospicuo di soldati tedeschi presso Troia.

### L'arresto e la prigionia
Nel giugno 1496, Paolo è vittima di un'imboscata: infatti, in cerca di rifornimenti, da prendere in un campo veneziano, il Vitelli e Paolo Orsini (†1503) vengono assaliti dalla cavalleria di Francesco II Gonzaga e dai lancieri aragonesi, e sono costretti a riparare in Atella . Ma dopo le trattative di pace tra Gilberto di Borbone-Montpensier e Ferrandino d'Aragona, la situazione del Vitelli e dell'Orsini si fa molto più complessa: ceduta infatti Atella agli aragona, i francesi cedono anche i due capitani di ventura alla controparte. Così, Paolo è prigioniero nel Castello di San Giorgio del duca di Mantova, Francesco II Gonzaga, che resiste anche alle pressioni di Cesare Borgia e del Papa Papa Alessandro VI che ne volevano la liberazione, che avverrà nel 1497, fatto non bene accolto dai veneziani .

### La prima parte della Guerra di Pisa

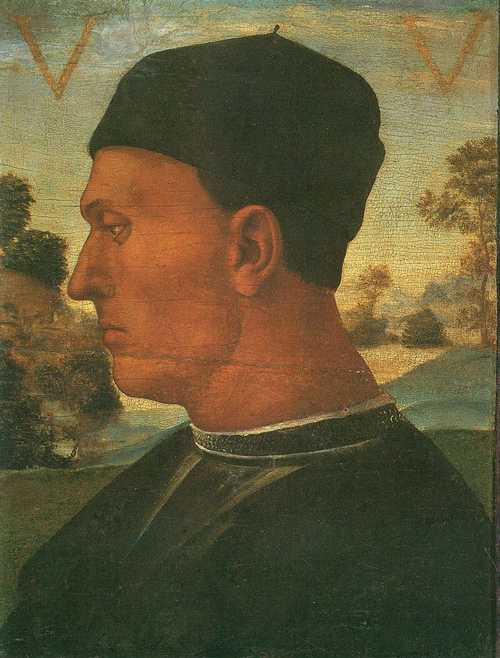
Luca Signorelli, Ritratto di Vitellozzo Vitelli, fratello di Paolo, (1492-1496 circa).

Ritorna così, nel 1498, al servizio dei fiorentini con il fratello Vitellozzo, stipulando un contratto che prevede la riduzione delle somme attribuite ai due Vitelli in caso di pace o nel caso in cui il re di Francia non accetti le cifre stabilite. L'anno segna una grande ascesa di Paolo, che viene nominato capitano generale da Marcello Adriani, ottenendo così il controllo delle truppe fiorentine. Comincia subito le sue azioni contro i pisani: a Pontedera, riesce a sconfiggere i nemici (giugno 1498), mentre nel luglio, dopo aver preso Calcinaia, si pone in agguato tra Pisa e Cascina, dove riesce ad intercettare una carovana diretta proprio a Cascina.
L'imboscata si rivela un successo e i fiorentini mandano altre truppe al Vitelli per fargli continuare le sue imprese, e subito Paolo dimostra il suo valore: infatti, finge di volersi dirigere a Cascina, ma in realtà si fionda su Buti, dove ottiene la città in meno di due giorni, e manda a Firenze, come prigioniero, Giacomo Novello(†1536), che era il preposto alla difesa della città; inoltre, fa tagliare le mani a 5 archibugieri veneziani e con gli arti al collo li costringe a tornare a Pisa. Da ulteriormente prova del suo grande valore militare quando conquista Vicopisano, e quindi si sposta in val di Calci e una volta caduto anche questo baluardo, tenta di prendere Rocca della Verruca . Grazie alle sue spie, Paolo riesce, con il fratello Vitellozzo ad intercettare un contingente pisano che stava tentando di portarsi a ridosso del bastione della Dolorosa, fatto costruire proprio dal Vitelli per monitorare la situazione di Vicopisano; nella battaglia, vengono catturati alcuni capitani, tra cui Giorgio Schiavo († 1500). Si porta quindi all'assedio di Pisa, ma vista l'inutilità dei suo sforzi si ritira, accampandosi davanti a Cascina. Riesce a conquistare Montemaggiore, Castelvecchio e assedia Ripafratta, difesa da 200 veneziani, riuscendola a conquistare in pochi giorni; quindi attacca con successo Filettole.
I rapporti con i fiorentini però non sono rose e fiori: infatti se Firenze si lamenta per le continue richieste di uomini e denaro, anche il Vitelli ha di che lamentarsi, sottolineando che è costretto, a volte, a pagare i soldati di propria tasca. Recatosi a Firenze, Paolo chiede altri uomini e soldi, e si reca nel Casentino, dove è ospite di Giuliano (1421-1501), della famiglia nobile fiorentina dei Gondi . Si sposta quindi a Bibbiena, dove preferisce non incontrare i veneziani in battaglia, ma gli sbarra il passo verso Arezzo e la Valdarno . Gli sono affidati circa 1000 uomini dal duca di Milano Ludovico il Moro, il cui capitano è Gaspare da San Severino (1455-1519). I due hanno un colloquio con Carlo Orsini, e questo fa indispettire i fiorentini, che temono che abbia preso accordi con Piero il Fatuo . Paolo assedia Pieve Santo Stefano, dove l'Orsini si era rinchiuso, e non riesce ad espugnarla. Quindi si dirige a Verghereto e Pratieghi, dove taglia le vie di rifornimento all'Orsini, sempre asserragliato in Pieve Santo Stefano.
Ma presto il Vitelli riesce a concludere le sue guerre contro l'Orsini: infatti, nel 1499 riesce ad espugnare la città toscana dove era Carlo, ma contemporaneamente nascono numerose critiche nei suoi confronti, dovute ai sospetti che lo volevano o alleato di Piero il Fatuo o pronto a lasciare le file fiorentine per quelle veneziane; viene inoltre accusato da San Severino di non aver ucciso Carlo Orsini quando ne aveva la possibilità. Concede a Guidobaldo da Montefeltro e Giuliano de' Medici, duca di Nemours la possibilità di uscire da Bibbiena (dove erano rinchiusi) senza il permesso delle autorità, essendo il Montefeltro affetto da gotta. Blocca una seconda armata veneziana capitanata da Niccolò Orsini che stava sopraggiungendo dagli Appennini, ma ancora una volta è criticato per il suo operato, accusato di essere troppo lento nelle manovre; iniziano a correre le prime voci su un possibile tradimento del capitano tifernate. Quando lo stipendio di Ranuccio da Marciano (1462-1501) viene portato alla pari con il suo, il Vitelli assilla Firenze talmente che le sue richieste militari vengono soddisfatte, andando a gravare nuovamente sulle casse dello Stato.

### La seconda parte della Guerra di Pisa
Con il ritiro dei veneziani dalla Guerra di Pisa, Paolo ritorna, dato il crollo del suo stipendio , a Città di Castello, prima di essere richiamato ai combattimenti da Piero Corsini, visto che Pisa non aveva intenzione di ritirarsi dalla guerra contro Firenze nonostante il ritiro di Venezia. Nel giugno 1499 prende senza combattere Cascina e cattura Rinieri della Sassetta (†1520) e Cristoforo Albanese (†1535); visto che Paolo sa che mandandoli a Firenze i due saranno sicuramente uccisi, egli non vuole vestire i panni del boia e li lascia liberi, fatto che desta scalpore. Nel luglio 1499 inizia il suo assedio a Pisa: la sua attenzione è incentrata tutta sulla torre di Stampace, che viene distrutta nel giorno di San Lorenzo da Brindisi, il 22 luglio, ma nonostante la chiara difficoltà dei pisani, il Vitelli è titubante nello sferrare un'offensiva decisiva, convinto di essere a corto di artiglieria. Lui e suo fratello Vitellozzo devono addirittura richiamare i proprifanti che, di loro iniziativa, si sono lanciati all'attacco. Seguira' un periodo di inattività dovuto alle piogge, alle allora diffuse febbri malariche e alle varie malattie che a quei tempi tormentavano i soldati e non solo (Paolo stesso soffrì di malaria).

### L'arresto e la morte
Spostato il campo di battaglia da Pisa a Cascina e Livorno, il Vitelli viene arrestato il 30 settembre 1499 da Ranuccio da Marciano e da Jacopo IV Appiano, che agivano per ordine del gonfaloniere Gioacchino Guasconi (1438-1521), per aver effettuato questo cambio di strategia senza alcun permesso dei fiorentini. Alla cattura riuscì a sfuggire invece il fratello di Paolo, Vitellozzo, accolto con grande benevolenza dai pisani. Viene portato a Palazzo Vecchio, dove il giorno dopo viene prima torturato e poi decapitato nella Sala del Ballatoio. Si narra che il Vitelli dimostrò il suo grande coraggio in entrambe le circostanze. Le prove del suo tradimento non sono mai state trovate. Forse a far sì che Paolo venisse giustiziato, furono le sue inimicizie con Ranuccio da Marciano e con i seguaci di Girolamo Savonarola. Sulla sua colpevolezza, il Machiavelli così si esprime:
(Niccolò Machiavelli, da una lettera dei primi d'ottobre 1499 ad un cancelliere di Lucca)